# Musée Autrefois
Le musée Autrefois est un musée  situé à Champ-sur-Drac dans le sud de l'agglomération grenobloise, dans le département de l'Isère et la région Auvergne-Rhône-Alpes.

## Origine
Le musée, créé par des habitants en 1992, grâce à leurs dons et ceux des communes voisines, constitue un riche témoignage de l'histoire de Champ-sur-Drac et des Papeteries Navarre, saga industrielle indissociable de l'identité de la ville.
Installé dans l'ancienne épicerie construite pour les ouvriers, le musée est au cœur de la cité ouvrière Navarre. La famille Navarre, dont les anciens bureaux « PN » sont visibles le long de la D529 s'établit à Champ-sur-Drac en 1903. Trois facteurs sont alors propices à la fabrication du carton, l'eau du Drac, une abondante réserve de bois de chêne et l'électricité fournie par la centrale Fure et Morge.
La cité Navarre compte 17 rangées de maisons, dont beaucoup sont encore occupées par les familles des anciens salariés Navarre.
Véritable petite ville, maintenant simple quartier, vivant en autarcie, avec crèche, école, église, épicerie et fermes, elle disposait aussi de son propre monument aux morts et d'une belle salle des fêtes (maintenant rénovée, salle de spectacle Navarre), où a été conservé un rideau de scène représentant l'usine et ses environs inscrits à l'inventaire des monuments historiques.

## Collections permanentes dans huit salles et en extérieur
Dans l'entrée, le thème principal est le travail du cuir avec la tannerie, la cordonnerie. Une large place est faite à la ganterie de Grenoble (et des villes environnantes) au XIXe siècle. On remarque aussi un projecteur de cinéma de 1914.
Plusieurs salles sont organisées par thème, une cuisine de 1900, les ouvrages de dames, les vêtements, l'école, l'artisanat (forgeron, menuisier, fruitier, boulanger, berger...), la faune locale avec ses animaux naturalisés. L'agriculture est également présente avec son petit matériel dans la grange et les gros engins en extérieur.
Des panneaux retracent l'évolution de la ville au XIXe siècle et la vie associative particulièrement riche au XXe siècle. Des industries aujourd'hui disparues sont évoquées avec précision, notamment l'exploitation du gypse dès le XVIIIe siècle, la fabrication du carton, les meules Staco, la centrale électrique Fure et Morge, pionnières de l'hydroélectricité, créée en 1899.
Au-delà de la ville de Champ-sur-Drac, il reflète la vie de l'ensemble du Sud Grenoblois dans un souci de pédagogie et de mise en scène propre à intéresser toutes les générations. Depuis peu[Quand ?], une huitième salle a ouvert ses portes pour la fabrication de la soie avec tout son matériel.
Le musée participe également, avec une exposition temporaire, à la célébration du centenaire de la Première guerre mondiale.

## Informations

### Ouverture
Le musée est ouvert de février jusqu'au 1er novembre, tous les samedis de 15 h à 18 h.

Ouvert à l'année sur rendez-vous, pour les groupes d'un minimum 5 personnes, les clubs et les scolaires.

### Prix d'entrée
3,00 € pour les adultes.
 2,50 € / personnes pour les groupes (minimum 5 personnes).
1,50 € pour les étudiants.
Gratuit pour les moins de 14 ans.
Parking : Gratuit, pouvant accueillir des autocars.

### Accès
Adresse : Rue du Vercors, 38560 Champ-sur-Drac
- Par la route :
  - A480  8 : Gap, Briançon, Vizille, Stations de l'Oisans
  - N 85  D 529 Champ-sur-Drac, Jarrie, Saint-Georges-de-Commiers
  - Puis à Champ-sur-Drac, après le bar-restaurant, prendre à gauche. Le musée sera, ensuite, sur votre droite.
- Par les transports urbains :
  - Réseau TAG : Ligne 70 : Arrêt Espace Navarre.
  - Réseau interurbain de l'Isère (en tarification TAG) : ligne T92 : Arrêt Pont-de-Champ.